# Сифуэнтес, Кристина
Мария Кристина Сифуэ́нтес Куэ́нкас (исп. María Cristina Cifuentes Cuencas; род. 1 июля 1964, Мадрид) — испанский политик, член Народной партии. Юрист по образованию. В 1991—2018 годах являлась депутатом Ассамблеи Мадрида. В 2012—2015 годах занимала пост представителя правительства Испании в автономном сообществе Мадрид. В 2015—2018 годах занимала должность председателя правительства автономного сообщества Мадрид. В 2017—2018 годах возглавляла региональное отделение партии.

## Биография
Кристина Сифуэнтес — седьмой ребёнок в семье генерала артиллерии Хосе Луиса Сифуэнтеса, где воспитывалось восемь детей. Во время учёбы в мадридской гимназии в 1980 году 16-летняя Кристина вступила в молодёжную организацию «Новые поколения» партии Народный альянс. Окончила юридический факультет Мадридского университета Комплутенсе. Политическую карьеру начала в рядах «Народного альянса» на должности советника, участвовала в выборах в Европейский парламент 1987 года.
В 1990 году получила должность на администрации Университета Комплутенсе. В 1995—1999 годах занимала ответственную должность директора Университетского колледжа имени Мигеля Антонио Каро. В новосозданном Университете имени короля Хуана Карлоса Сифуэнтес вошла в состав административного совета.
В 1991 году участвовала в выборах в Ассамблею Мадрида от Народной партии и была избрана в региональный парламент Мадрида, депутатом которого являлась на протяжении 26 лет. В течение этого периода времени Сифуэнтес занимала в парламентской фракции различные должности, а в 2005—2012 годах являлась первым заместителем председателя Ассамблеи Мадрида.
После формирования правительства Народной партии во главе с Мариано Рахоем по итогам парламентских выборов 2011 года Кристина Сифуэнтес в январе 2012 года была назначена представителем правительства в автономном сообществе Мадрид.
В августе 2013 года Кристина Сифуэнтес, двигавшаяся по Пасео-де-ла-Кастельяна в Мадриде на мотоцикле, не прошедшем техосмотр, оказалась участницей ДТП и получила серьёзную травму грудной клетки с переломом пяти ребёр.
В мае 2015 года Кристина Сифуэнтес возглавила избирательный список Народной партии на выборах в Ассамблею Мадрида. 24 июня 2015 года кандидатура Сифуэнтес на должность председателя правительства автономного сообщества Мадрид, предложенная новым председателем Ассамблеи Мадрида Паломой Адрадос, набрала на голосовании в парламенте 65 голосов «за» и 64 «против». Кристина Сифуэнтес приступила к работе на должности председателя правительства Мадрида 25 июня 2015 года.
В марте 2018 года Кристина Сифуэнтес оказалась в центре скандала, связанного с фальсификацией отметок о сдаче экзаменов в дипломе MBA, полученном ею в Университете имени короля Хуана Карлоса по результатам обучения в 2011—2012 годах. Журналисты агентства Eldiario выяснили, что Кристина Сифуэнтес не появлялась на занятиях, не сдавала экзаменов и не защищала дипломную работу. Впоследствии одна из преподавательниц, чья подпись стояла в протоколе защиты дипломной работы, заявила о её подделке. Ректор Университета имени короля Хуана Карлоса заявил о том, что двое преподавателей ввели его в заблуждение о том, что Кристина Сифуэнтес действительно присутствовала на защите дипломной работы. Конференция ректоров университетов Испании признала серьёзные нарушения в деле Сифуэнтес. Кристина Сифуэнтес подала в отставку с должности председателя правительства автономного сообщества Мадрид 28 апреля 2018 года под давлением компрометирующей информации о дипломе MBA, а кроме того, опубликованной в апреле 2018 года видеозаписи, свидетельствовавшей о её задержании службой безопасности одного из торговых центров по подозрению в краже товара в 2011 году, и угрожавшего ей голосования по вотуму доверия в Ассамблее Мадрида. После отставки Сифуэнтес подала заявление о восстановлении её в административной должности в Университете Комплутенсе. Следственный суд № 51 вызвал Кристину Сифуэнтес повесткой для дачи показаний по обвинению в соучастии в фальсификации её диплома MBA на 26 июня 2018 года, но она не явилась в суд по причине болезни.